# Abeille (conte)
Pour les articles homonymes, voir Abeille (homonymie).
 (janvier 2016).
Si vous disposez d'ouvrages ou d'articles de référence ou si vous connaissez des sites web de qualité traitant du thème abordé ici, merci de compléter l'article en donnant les références utiles à sa vérifiabilité et en les liant à la section « Notes et références ».

Abeille est un conte d'Anatole France, d'abord publié en 1882 dans une revue, puis en 1889 dans le recueil de nouvelles Balthasar. Dans l'introduction, l'auteur déclare « n’ose[r] offrir cette histoire qu’aux gens qui veulent bien qu’on les amuse et dont l’esprit est jeune et joue parfois » et feint de croire qu'il ne soit « bon seulement pour les enfants du vieux temps ».
Écrit dans un style littéraire légèrement suranné, parfois coupé de descriptions un peu longues ou de digressions quelque peu sentencieuses, mais non dénué d'humour, Abeille reste un conte classique qui se rattache à toute la tradition du merveilleux et se lit toujours avec plaisir.

## Résumé
Abeille est la petite fille de la duchesse des Clarides, à qui la comtesse de Blanchelande, à l'approche de sa mort, confie son fils Georges, pour que les deux enfants soient élevés « comme frère et sœur ».
Ayant découvert un jour le monde du haut du donjon des Clarides, Abeille et Georges partent ensemble en direction du lac des Ondines aperçu à l'horizon. Lorsqu'ils parviennent sur ses rives, Abeille est enlevée par des nains, qui l'entraînent dans leur royaume souterrain. Le roi des Nains, Loc, s'éprend d'Abeille et la garde sept ans auprès de lui, espérant toujours qu'elle consentira à devenir sa femme.
Ensuite, Georges, de son côté, a pendant tout ce temps été retenu par la reine des Ondines. Cependant les deux enfants n'ont cessé de penser l'un à l'autre. Libéré à contre-cœur par le roi Loc grâce à une bague magique, Georges parvient jusqu'à Abeille : le roi, au vu de leur amour réciproque, consent à les laisser partir et s'épouser dans leur monde. Il fait don à Abeille de la bague magique qui leur permettra de revenir à toute heure dans le royaume des Nains, en leur demandant simplement en retour « d’enseigner aux enfants [qu’ils] auront à ne point mépriser les petits hommes innocents et laborieux qui vivent sous la terre ».

## Extrait
Mais Abeille s’arrête ; elle s’écrie :
« J’ai perdu mon soulier, mon soulier de satin ! »
Et cela était comme elle le disait. Le petit soulier, dont les cordons de soie s’étaient relâchés dans la marche, gisait tout poudreux sur la route.
Alors elle regarda derrière elle et, voyant les tours du château des Clarides effacées dans la brume lointaine, elle sentit son cœur se serrer et des larmes lui venir aux yeux.
« Les loups nous mangeront, dit-elle ; et notre mère ne nous verra plus, et elle mourra de chagrin. »
Mais Georges lui remit son soulier et lui dit :
« Quand la cloche du château sonnera le souper, nous serons de retour aux Clarides. En avant ! »
(Chapitre VII, Où il est dit comment Abeille et Georges s’en allèrent au lac).

## Adaptations
- Une version abrégée et adaptée en anglais figure dans The Olive Fairy Book d'Andrew Lang sous le titre Story of Little King Loc[1].